# Сан Клементе (Терни)
Сан Клементе је насеље у Италији у округу Терни, региону Умбрија.
Према процени из 2011. у насељу је живело 25 становника. Насеље се налази на надморској висини од 293 м.